# David Sassoon
David Sassoon (Hebreeuws: דוד ששון; Arabisch: ديفيد ساسون) (Bagdad (Ottomaanse Rijk), oktober 1792 - Poona (Brits-Indië), 7 november 1864) was tussen 1817 en 1829 de penningmeester van Bagdad. Na zijn emigratie naar India werd hij een succesvol textiel- en oliehandelaar.

## Biografie
Sassoon werd geboren in een welgestelde Iraaks-Joodse familie. Zijn vader was een rijke zakenman en hoofdpenningmeester van de pasja's van 1781 tot 1817, en de nasi (voorzitter) van de Joodse gemeenschap in Bagdad.
In 1818 trouwde Sassoon met zijn eerste vrouw Hannah Joseph, met wie hij twee zonen en twee dochters kreeg voordat ze in 1826 overleed. twee jaar later trouwde hij met Farha Hyeem, met wie Sassoon nog eens zes zonen en drie dochters kreeg.
Door de toenemende vervolging van Joden in Bagdad verhuisde het gezin via Perzië naar Bombay. Dit was waarschijnlijk nog vóór 1832. In hun nieuwe woonplaats fungeerde Sassoon oorspronkelijk als tussenpersoon tussen Britse textielbedrijven en kooplieden in de Perzische Golf, en begon met investeren. Toen China door het Verdrag van Nanking voor Britse handelaren werd opengesteld, ontwikkelde Sassoon zijn textielactiviteiten tot een winstgevende handel. In 1844 richtte hij een filiaal op in Hongkong, in 1845 in Shanghai.
Door het in China verdiende vermogen begon Sassoon een oliebedrijf, waardoor het gezin buitengewoon welvarend werd. Niet op de laatste plaats doordat hij in zijn in totaal 17 fabrieken circa 15.000 tot 20.000 slaven en arbeiders in dienst had. In de hele ontwikkeling van het bedrijf waren zijn zonen nauw betrokken.
Naast bedreven zakenman was Sassoon een orthodoxe jood die zich aan de sjabbat hield. Zowel in het zuiden van Bombay als in Poona liet hij synagogen bouwen. Tevens financierde hij onderwijsinstellingen en liefdadigheidsinstellingen.
Hoewel hij geen Engels sprak, werd Sassoon in 1853 een genaturaliseerd Brits staatsburger. Hij behield de kleding en omgangsvormen van de Joden uit Bagdad, maar stond zijn zonen toe Engelse manieren over te nemen. Zijn zoon Abdullah veranderde zijn naam in Albert, verhuisde naar Engeland, werd een baronet en trouwde in de Rothschild-familie.
Sassoon stierf in 1864 in zijn landhuis in Poona.

## Galerij

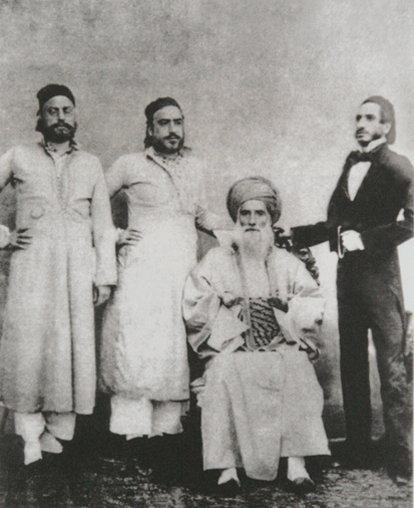
Sassoon (zittend) met zijn zonen Elias David, Albert (Abdullah) en Sassoon David.
Het door Sassoon opgerichte ziekenhuis in Poona.
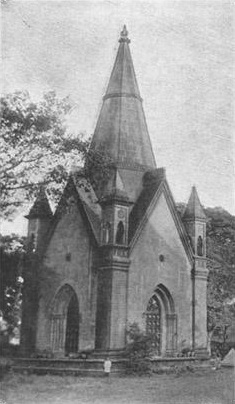
Het graf van Sassoon in Poona.